# Alive Again
«Alive Again» es una canción de la artista estadounidense Cher. Fue lanzada como el tercer y último sencillo de su álbum Living Proof el 11 de junio de 2002; su lanzamiento sólo se produjo en el mercado europeo. A pesar de haber recibido reseñas positivas, la canción no tuvo mayor repercusión en los listados y la artista no la interpretó durante la promoción del álbum. 

## Formatos de lanzamiento
- Germany CD single (0927 45220-2)[2]

1. "Alive Again" – 4:18
2. "When You Walk Away" – 4:21
3. "The Music's No Good Without You" (Warren Clarke Club Mixx) – 9:12

- UK CD Promo (PR03058)[2]

1. "Alive Again" – 4:18

- Mexican CD Promo (PCD-1501)[2]

1. "Alive Again" – 4:18

- German ARD CD Promo[2]

1. "Alive Again" (Olympic Edit) – 3:36

- One-track Promo CD[2]

1. "Alive Again" (Radio Edit) – 3:31

## Listas de popularidad
| Chart (2002)                        | Peak position |
| ----------------------------------- | ------------- |
| Alemania (GfK Entertainment Charts) | 27            |
| Rumania (Romanian Top 100)          | 58            |
| Suiza (Schweizer Hitparade)         | 80            |